# Lolicon

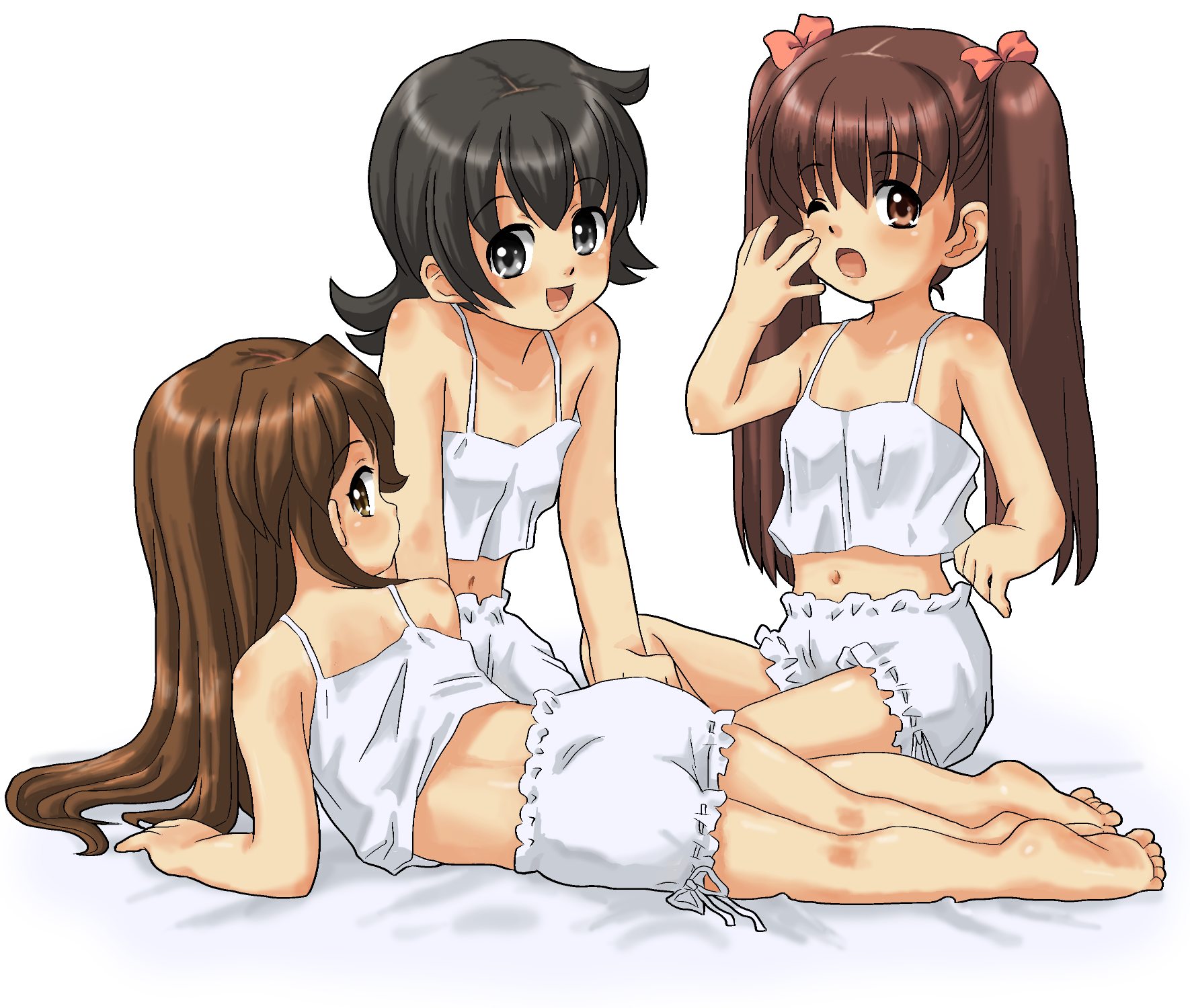
Hình ảnh miêu tả các bé gái mặc nội y theo phong cách manga. Nghệ thuật lolicon thường pha trộn các yếu tố trẻ con và khiêu dâm nhẹ nhàng.

Trong văn hóa đại chúng Nhật Bản, lolicon (ロリコン rorikon) là một thể loại truyền thông hư cấu tập trung vào những nhân vật bé gái (hoặc có ngoại hình như bé gái), cụ thể là theo cách gợi dục hoặc khiêu dâm. Thuật ngữ lolicon là một từ ghép của cụm từ tiếng Anh "Lolita complex", nó cũng đề cập đến ham muốn và tình cảm dành cho những nhân vật này (ロリ, "loli") hoặc để chỉ những người hâm mộ của nhân vật hoặc tác phẩm đó. Gắn liền với các hình ảnh phi thực tế và cách điệu trong manga, anime và trò chơi video, lolicon trong văn hóa otaku thường được hiểu là mang nghĩa khác với ham muốn về các hình ảnh miêu tả chân thật về bé gái hoặc những bé gái ngoài đời thật. Lolicon cũng gắn liền với khái niệm moe, hay cảm giác yêu mến các nhân vật hư cấu, thường là các nhân vật bishōjo (nhân vật nữ dễ thương) trong manga và anime.
Thuật ngữ "Lolita complex" có nguồn gốc từ tiểu thuyết Lolita của Vladimir Nabokov và được sử dụng tại Nhật Bản vào những năm 1970. Trong thời kỳ "bùng nổ lolicon" của manga khiêu dâm vào đầu thập niên 1980, thuật ngữ được sử dụng trong nền văn hóa otaku non trẻ để biểu thị sự hấp dẫn đối với các nhân vật bishōjo thời gian đầu và sau đó dành cho các nhân vật có vẻ ngoài trẻ hơn khi kiểu nhân vật bishōjo ngày càng trở nên đa dạng. Các tác phẩm trong thời kỳ bùng nổ lolicon chịu ảnh hưởng mạnh mẽ của phong cách shōjo manga, đánh dấu bước chuyển mình khỏi chủ nghĩa hiện thực và sự ra đời của "chủ nghĩa khêu gợi theo kiểu dễ thương" (kawaii ero), một nét thẩm mỹ hiện đang phổ biến rộng rãi trong manga và anime. Sự bùng nổ lolicon lặng dần vào giữa thập niên 1980 và từ đó đến nay thể loại này trở thành một phần trong manga khiêu dâm.
Kể từ thập niên 1990, lolicon trở thành từ khóa trong các cuộc tranh luận về manga ở Nhật Bản và trên toàn cầu. Luật về nội dung khiêu dâm trẻ em ở một số quốc gia cũng áp dụng cho việc miêu tả các nhân vật trẻ em hư cấu, trong khi đó ở một số nước khác bao gồm Nhật Bản không có điều luật này. Một cuộc tranh luận đã xảy ra giữa những người phản đối và những người ủng hộ để xem thể loại này có góp phần làm tăng tỷ lệ lạm dụng tình dục trẻ em hay không. Các học giả văn hóa và truyền thông thường nhận định lolicon có sự khác biệt lớn giữa thực và ảo trong tính dục otaku.

## Định nghĩa
Lolicon là một từ viết tắt tiếng Nhật của "Lolita complex" (ロリータ・コンプレックス, rorīta konpurekkusu), một cụm từ tiếng Anh bắt nguồn từ tiểu thuyết Lolita (1955) của Vladimir Nabokov và được biết đến ở Nhật Bản thông qua The Lolita Complex của Russell Trainer (1966, dịch năm 1969), một tác phẩm tâm lý học đại chúng trong đó tác giả sử dụng nó để biểu thị sự hấp dẫn đối với các bé gái ở độ tuổi dậy thì và trước dậy thì. Trong tiếng Nhật, cụm từ này được dùng để mô tả sự yêu mến và ham muốn dành cho các bé gái nhiều hơn so với phụ nữ trưởng thành, điều này vẫn giữ nguyên ý nghĩa phổ biến của thuật ngữ. Vì gắn liền với văn hóa otaku, thuật ngữ này ngày nay thường được sử dụng để mô tả những ham muốn đối với các nhân vật bé gái hoặc phụ nữ có vẻ ngoài trẻ trung (ロリ, "loli") trong manga hoặc anime, thường được hiểu là tồn tại trong hư cấu. Tuy nhiên ý nghĩa thật sự của nó vẫn còn gây tranh cãi và đối với phần lớn công chúng nó vẫn mang hàm ý ái nhi. Lolicon cũng đề cập đến các tác phẩm, đặc biệt là gợi dục và khiêu dâm, có kiểu nhân vật tương tự và người hâm mộ của các tác phẩm này. Lolicon khác với những từ dành cho ái nhi (yōji-zuki và pedofiria; về mặt lâm sàng, shōniseiai và jidōseiai) và dành cho khiêu dâm trẻ em (jidō poruno).
Nghĩa của từ lolicon được phát triển trong bối cảnh otaku vào đầu thập niên 1980 trong thời kỳ "bùng nổ lolicon" trong manga khiêu dâm (xem § Lịch sử). Theo Akagi Akira, ý nghĩa của thuật ngữ này không còn là sự ghép đôi tình dục giữa đàn ông lớn tuổi và bé gái mà thay vào đó là niềm yêu thích miêu tả những thứ "dễ thương" và "nữ tính" trong manga và anime. Những người khác định nghĩa lolicon là ham muốn đối với nhân vật "dễ thương", "giống như trong manga" hay "trong anime", "tròn trịa" và "hai chiều", đối nghịch với "thực tế". Vào thời điểm đó, tất cả các cảnh khêu gợi theo phong cách manga có sự xuất hiện của các nhân vật bishōjo (nhân vật nữ dễ thương) đều gắn liền với thuật ngữ này. Các từ đồng nghĩa của "Lolita complex" bao gồm "phức cảm hai chiều" (nijigen konpurekkusu), "tôn sùng hai chiều" (nijikon fechi), "hội chứng hai chiều" (nijikon shōkōgun), "hội chứng nhân vật nữ dễ thương" (bishōjo shōkōgun), và đơn giản là "bệnh hoạn" (byōki). Khi cách thể hiện thân hình các nhân vật trong manga khiêu dâm trở nên đa dạng hơn vào cuối thời kỳ bùng nổ lolicon vào năm 1984, phạm vi của thuật ngữ được thu hẹp lại để miêu tả nhân vật có vẻ ngoài trẻ hơn.
Lolicon trở thành từ khóa vào năm 1989 sau khi bắt giữ Miyazaki Tsutomu, một kẻ giết người hàng loạt đã sát hại các bé gái được miêu tả là otaku trên các phương tiện truyền thông Nhật Bản (xem § Lịch sử). Vì lolicon được gộp chung về mặt nghĩa với ái nhi trong các cuộc tranh luận công khai về "manga có hại", ý nghĩa của nó trong otaku đã được thay thế bằng moe, ám chỉ cảm giác yêu mến với các nhân vật nói chung. Tương tự như moe, lolicon vẫn được sử dụng bởi nhiều otaku để ám chỉ sự hấp dẫn bởi những khác biệt so với thực tế; một số otaku định nghĩa là "lolicon hai chiều" (nijigen rorikon) để cụ thể hóa sự hấp dẫn đối với những nhân vật này. Thuật ngữ này cũng trở thành từ khóa trong các cuộc chỉ trích về manga và tính dục tại Nhật Bản cũng như trên toàn cầu cùng với sự lan rộng của văn hóa đại chúng Nhật Bản.

## Lịch sử

### Bối cảnh
Vào thập niên 1970, shōjo manga trải qua thời kỳ phục hưng khi các họa sĩ, tiêu biểu như Year 24 Group, thử nghiệm các phong cách và cách dẫn truyện mới, song song đó là khai thác các chủ đề như tâm lý học, giới tính và tình dục. Làn gió mới này đã thu hút nhiều người hâm mộ nam giới trưởng thành của shōjo manga, họ đã vượt qua ranh giới giới tính để sản xuất và tiêu thụ tác phẩm. Sự xuất hiện lần đầu của thuật ngữ "Lolita complex" trong manga là trong Tình cờ bắt gặp miếng bắp cải, một tác phẩm lấy cảm hứng từ Alice ở xứ sở thần tiên được thực hiện bởi Wada Shinji, tác phẩm được xuất bản trên tạp chí shōjo manga Bessatsu Margaret vào tháng 6 năm 1974. Câu truyện kể về một nhân vật nam tên là Lewis Carroll, anh được gọi là "người kỳ lạ chỉ thích trẻ nhỏ" trong một inside joke dành cho độc giả lớn tuổi. Các tác phẩm nghệ thuật lolicon ban đầu bị ảnh hưởng bởi các họa sĩ nam bắt chước nét vẽ shōjo manga cũng như manga khiêu dâm do các họa sĩ nữ sáng tác dành cho độc giả nam.
Hình ảnh shōjo (thiếu nữ) đã thống trị các phương tiện truyền thông đại chúng Nhật Bản vào thập niên 1970 như sự lý tưởng hóa về sự dễ thương, ngây thơ, và là "Eros lý tưởng hóa", những đặc điểm này đã gắn liền với thiếu nữ trẻ hơn theo thời gian. Những bức ảnh shōjo khỏa thân được coi là mỹ thuật đã trở nên phổ biến: một bộ sưu tập ảnh có tên là Nymphet: Huyền thoại 12 tuổi được xuất bản vào năm 1969, và trong năm 1972 và 1973 đã có "sự bùng nổ Alice" về chủ đề ảnh khỏa thân xoay quanh truyện Alice ở xứ sở thần tiên. Các tạp chí dành cho người lớn chuyên đăng ảnh khỏa thân, tiểu thuyết và tiểu luận về sự hấp dẫn của các cô gái trẻ nổi lên vào những năm 1980; xu hướng này giảm dần vào cuối những năm 1980 do phản ứng dữ dội và vì nhiều nam giới thích hình ảnh shōjo trong manga và anime. Sự lan truyền của những hình ảnh như vậy, kể cả ảnh chụp và trong manga một phần liên quan đến lệnh cấm để lộ lông mu theo luật khiêu dâm của Nhật Bản.

### Thập niên 1970–1980

Trang đầu của tác phẩm của Azuma Hideo nằm trong Cybele, một bản nhại lại khiêu dâm của Cô bé quàng khăn đỏ. Nhà phê bình Itō Gō coi tác phẩm là định nghĩa của "sự khêu gợi rõ ràng" trong sự tròn trịa của các nhân vật của Tezuka Osamu.

Sự phổ biến của thể loại lolicon bắt nguồn từ Comiket (Comic Market), một hội chợ bán dōjinshi (tác phẩm tự xuất bản) thành lập vào năm 1975 bởi những người hâm mộ nam trưởng thành của shōjo manga. Vào năm 1979, một nhóm các họa sĩ nam đã xuất bản số đầu tiên của fanzine Cybele; nổi bật trong số đó là Azuma Hideo, ông được biết tới là "Cha đẻ của Lolicon". Trước Cybele, thể loại thống trị seinen manga và manga khiêu dâm là gekiga, đặc trưng bởi chủ nghĩa hiện thực, các góc nhọn, đổ bóng tối và gai góc. Ngược lại, manga của Azuma đổ bóng mờ nhẹ và thẳng, cùng với các đường tròn mà ông cho là "khêu gợi triệt để" kết hợp với "sự thiếu thực tế" của shōjo manga. Sự kết hợp của Azuma về thân hình tròn trịa của các nhân vật trong các manga của Tezuka Osamu và khuôn mặt giàu cảm xúc của shōjo manga đã đánh dấu sự xuất hiện của các nhân vật bishōjo và tính thẩm mỹ của "chủ nghĩa khêu gợi theo kiểu dễ thương" (kawaii ero). Mặc dù mang tính khiêu dâm, lolicon manga ban đầu chủ yếu được xem là hài hước và mang tính nhại lại, nhưng một lượng lớn người hâm mộ sớm tăng lên và dần thay thế thể loại gekiga khiêu dâm. Manga khiêu dâm đã chuyển từ việc kết hợp cơ thể thực tế và khuôn mặt hoạt hình sang một phong cách hoàn toàn phi thực tế. Lolicon manga đóng một vai trò quan trọng trong việc thu hút người hâm mộ nam đến Comiket, nơi có 90% người tham gia là nữ trong lần tổ chức đầu tiên vào năm 1975; vào năm 1981, số lượng nam và nữ tham gia hội chợ bằng nhau. Hầu hết lolicon manga được tạo ra bởi nam giới và dành cho nam giới, đối lập với nó là yaoi (manga về đồng tính nam), hầu hết được tạo bởi phụ nữ và dành cho phụ nữ.
Đầu thập niên 1980 chứng kiến "sự bùng nổ lolicon" trong các tác phẩm nghệ thuật chuyên nghiệp và nghiệp dư. Sự phổ biến của lolicon trong cộng đồng otaku đã thu hút sự chú ý của các nhà xuất bản với việc tạo ra các ấn phẩm đặc biệt dành riêng cho thể loại này, bao gồm Lemon People và Manga Burikko, cả hai được ra mắt năm 1982. Các tạp chí khác trong thời kỳ bùng nổ bao gồm Manga Hot Milk, Melon Comic và Halfliter. Sự phổ biến của thể loại này gắn liền với sự phát triển của văn hóa otaku và sự quan tâm của người hâm mộ dần tăng lên; bản thân từ otaku được đặt ra trong Burikko vào năm 1983. Ban đầu Burikko được thành lập và xuất bản tạp chí gekiga nhưng không thu về lợi nhuận, sau đó họ đã chuyển sang xuất bản tạp chí lolicon vào năm 1983 bởi biên tập viên Ōtsuka Eiji với ý định xuất bản "shōjo manga dành cho các cậu trai". Phản ánh sự ảnh hưởng của shōjo manga, ngày càng có một vị trí nhỏ trong tác phẩm nghệ thuật lolicon dành cho các nhân vật thực tế và miêu tả rõ ràng về tình dục; vào năm 1983, các biên tập viên của Burikko đã đáp ứng yêu cầu của độc giả bằng cách loại bỏ các bức ảnh về thần tượng áo tắm khỏi trang mở đầu, phát hành các bản sau này với phụ đề "Tạp chí truyện tranh hoàn toàn bishōjo". Các tạp chí Lolicon thường được xuất bản bởi các họa sĩ nữ như là Okazaki Kyoko và Sakurazawa Erika, và các họa sĩ nam như Uchiyama Aki, ông thường được gọi là "Vua của Lolicon", người đã tạo ra 160 trang manga mỗi tháng để đáp ứng nhu cầu người đọc. Các tác phẩm của Uchiyama được xuất bản trên cả tạp chí chuyên biệt như Lemon People và tạp chí chính thống Shōnen Champion. Bộ anime khiêu dâm đầu tiên là Lolita Anime, một OVA phát hành theo tập trong những năm 1984–1985.

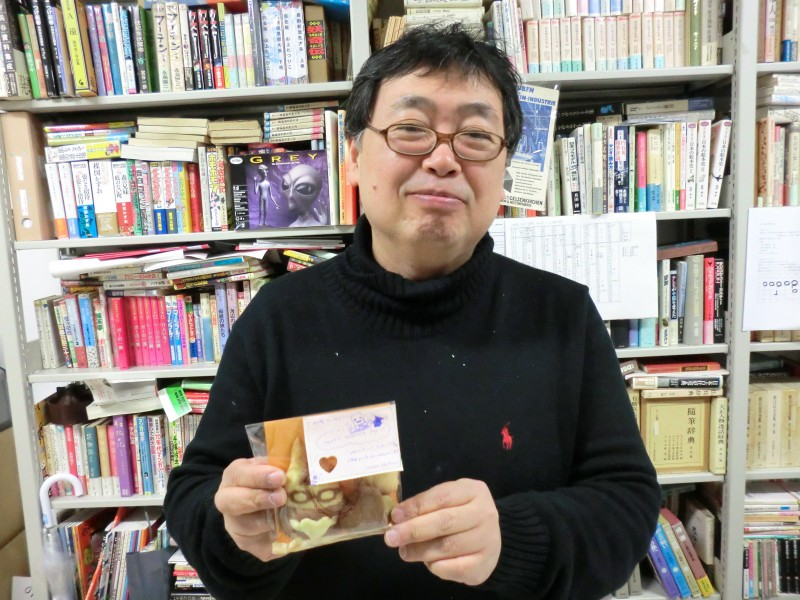
Ōtsuka Eiji, biên tập viên của tạp chí lolicon Manga Burikko, đóng vai trò quan trọng trong sự bùng nổ của lolicon.

Những nhân vật tiêu biểu trong thời kỳ bùng nổ bao gồm Clarisse từ bộ phim Rupan Sansei Kariosutoro no Shiro (1979) và Lana từ bộ anime truyền hình Conan – Cậu bé tương lai (1978), cả hai đều được đạo diễn bởi Miyazaki Hayao. Clarisse đặc biệt nổi tiếng và truyền cảm hứng cho một loạt bài báo thảo luận về sự hấp dẫn của cô trên các tạp chí chuyên biệt về anime như Gekkan Out, Animec và Animage, cũng như xu hướng của các tác phẩm tạo bởi người hâm mộ có tên là "tạp chí Clarisse" không mang tính khiêu dâm rõ ràng mà thay vào đó là "phong cách cổ tích" và bản chất "nữ tính". Nhiều tác phẩm lolicon thời kỳ đầu kết hợp yếu tố mecha và bishōjo; buổi ra mắt Daicon III Opening Animation được tổ chức tại Nihon SF Taikai năm 1981 là một ví dụ nổi bật về mối liên hệ giữa khoa học viễn tưởng và lolicon trong văn hóa otaku non trẻ thời đó. Các bộ phim anime nhắm tới các bé gái bằng cách thêm các nhân vật nữ chính trẻ tuổi, chẳng hạn như Magical Princess Minky Momo (1982–1983), bộ phim đã thu hút được lượng người xem mới từ những người hâm mộ nam trưởng thành, họ đã thành lập fan club và được những nhà sáng tạo tán tỉnh.
Sự bùng nổ lolicon trong manga khiêu dâm thương mại chỉ kéo dài đến năm 1984. Gần cuối thời kỳ bùng nổ, "độc giả không còn gắn bó với lolicon" và "không còn xem [các bé gái] là đối tượng ham muốn tình dục", phần lớn độc giả và các nhà sáng tạo manga khiêu dâm chuyển sang các tác phẩm bishōjo đa dạng về các nhân vật "khuôn mặt trẻ em và ngực lớn" mà họ không còn được xem là lolicon. Tại Comiket, lolicon manga giảm mức độ phổ biến vào năm 1989, theo sau bởi sự phát triển của dōjinshi khiêu dâm bao gồm các thể loại ái vật mới và sự phổ biến ngày càng tăng của kích dục nhẹ nhàng, phổ biến ở cả nam và nữ giới, đặc biệt là trong yuri manga.

### Thập niên 1990–nay
Vào năm 1989, lolicon và otaku trở thành tâm điểm của rạp xiếc truyền thông và xung đột đạo đức sau khi bắt giữ Miyazaki Tsutomu, người đã bắt cóc và sát hại bốn bé gái trong độ tuổi từ bốn đến bảy và thực hiện hành vi giao cấu với tử thi. Những bức ảnh về căn phòng của Miyazaki cho thấy một bộ sưu tập lớn về các cuốn băng video về đoạn phim kinh dị/chặt chém mà ông dùng để mô phỏng các tội ác của mình được phát tán rộng rãi, một số tác phẩm manga shōjo và lolicon cũng được tìm thấy. Trong các cuộc tranh luận công khai kéo dài sau đó: tội ác của Miyazaki được cho là bị tác động bởi hiệu ứng truyền thông: cụ thể là sự suy giảm khả năng kiềm chế hành vi phạm tội và sự xóa nhòa lằn ranh giữa thực và ảo. Miyazaki bị gắn mác là một otaku, và hình ảnh về otaku như những người đàn ông "chưa trưởng thành về mặt xã hội và tình dục", thậm chí đối với một số người còn là "những kẻ ái nhi và có khả năng trở thành tội phạm" đã được hình thành trong nhận thức của phần lớn công chúng. Thập kỷ này cũng chứng kiến những cuộc đàn áp diễn ra tại địa phương đối với các nhà bán lẻ và nhà xuất bản "manga có hại", cùng với việc bắt giữ một số họa sĩ truyện tranh. Mặc dù vậy, hình ảnh lolicon vẫn tiếp tục lan rộng và ngày càng được chấp nhận hơn trong manga vào thập niên 1990 và đầu thập niên 2000 chứng kiến sự bùng nổ quy mô nhỏ của thể loại này, được khơi mào bởi tạp chí Comic LO.

## Truyền thông
Truyền thông lolicon được định nghĩa một cách khá mơ hồ. Một số người định nghĩa các nhân vật theo độ tuổi, trong khi những người khác định nghĩa các nhân vật theo ngoại hình (những nhân vật nhỏ nhắn và ngực phẳng, không phụ thuộc vào tuổi tác). Các tác phẩm về lolicon thường miêu tả các nhân vật nữ ngây thơ, trưởng thành sớm và đôi khi thích tán tỉnh người khác; các nhân vật thường xuất hiện trong các cảnh gợi dục hoặc tình dục rõ ràng, mặc dù thuật ngữ này cũng được sử dụng cho các tác phẩm không chứa những yếu tố đó. Theo Nagayama Kaoru, các độc giả manga định nghĩa tác phẩm lolicon là những tác phẩm "có nhân vật nữ chính nhỏ tuổi hơn học sinh cấp hai", song định nghĩa này có thể thay đổi từ các nhân vật dưới 18 tuổi đối với "xã hội nói chung", đến các nhân vật "nhỏ hơn độ tuổi học sinh tiểu học" đối với "những người cuồng tín" và thậm chí là "trẻ mẫu giáo" đối với "những người có xu hướng ái nhi". Các nhân vật nữ trong lolicon có thể thể hiện sự trái ngược về độ tuổi, cơ thể, hành vi và vai trò của họ trong câu truyện; ví dụ, các nhân vật lolibaba ("bà lão Lolita") nói chuyện và cư xử theo cách của người lớn tuổi. Hông cong và các đặc điểm giới tính thứ cấp khác cũng thường được dùng để miêu tả ngoại hình các nhân vật trong thể loại này. Cốt truyện thường giải thích vẻ ngoài trẻ trung của những nhân vật không phải là con người hoặc thực sự lớn tuổi hơn nhiều.
Akagi Akari xác định các chủ đề trong manga lolicon bao gồm bạo khổ dâm, "vật thể sờ soạng" (xúc tu người ngoài hành tinh hoặc robot đóng vai trò của dương vật), "ái vật mecha" (kết hợp giữa cỗ máy và cô gái), nhại lại khiêu dâm của manga và anime chính thống và "đơn giản là những thứ không đứng đắn và biến thái", cũng lưu ý các chủ đề phổ biến khác của đồng tính nữ và thủ dâm. Học giả truyền thông Shigematsu Setsu cho rằng các hình thức thay thế và bắt chước cho phép lolicon "thay đổi tình dục thuần túy thành một hình thức nhại lại". Các tác phẩm cực đoan hơn miêu tả về chủ đề cưỡng bức, hãm hiếp, loạn luân, trói buộc và lưỡng tính. Nagayama cho rằng hầu hết các manga lolicon khiêu dâm đều đề cập đến "ý thức tội lỗi" hoặc cảm giác cấm kỵ và phạm tội khi tiêu thụ nó. Một số manga giải quyết vấn đề này bằng cách miêu tả các nhân vật nữ đang tận hưởng trải nghiệm ở cuối tác phẩm, một số khác miêu tả nhân vật nữ là bạn tình tích cực trong quan hệ và thường quyến rũ đàn ông khác. Một manga lolicon khác miêu tả nơi "đàn ông là ác quỷ tàn bạo và các cô gái là nạn nhân đáng thương", đắm chìm trong "sự sung sướng của tội lỗi" khi phá những điều luật cấm kỵ, cho rằng điều đó khẳng định sự mong manh của các nhân vật. Ông nói thêm rằng manga miêu tả tình dục giữa những đứa trẻ tránh được "ý thức tội lỗi" vì sự ngây thơ của chúng, đồng thời đề cao sự hoài niệm và lý tưởng hóa quá khứ, trong khi đó một số manga lolicon khác có được điều này thông qua việc thiết kế các nhân vật đặc biệt phi thực tế và moe, trong đó "chính vì sự hư cấu khác xa thực tế nên người ta có thể trải nghiệm cảm giác moe thông qua sự hư cấu đó".
Lolicon manga thường được xuất bản dưới dạng dōjinshi hoặc đăng trên các tạp chí tuyển tập, chúng hầu hết được tiêu thụ bởi nam giới, tuy nhiên Nagayama lưu ý rằng các tác phẩm của Machida Hiraku "gây được tiếng vang với độc giả nữ" và "nhận được sự ủng hộ của phụ nữ". Các họa sĩ nổi bật khác bao gồm Wanyan Aguda và Gorgeous Takarada, các họa sĩ nữ nổi bật là Wada Erika và Kagami Fumio. Hình ảnh lolicon là chủ đề nổi bật trong Siêu phẳng, một phong trào nghệ thuật chịu ảnh hưởng từ manga được khởi xướng bởi Murakami Takashi. Các họa sĩ Siêu phẳng có tác phẩm kết hợp với lolicon bao gồm Mr. và Machino Henmaru.

### Liên quan đếnmoe
Vào thập niên 1990, hình ảnh lolicon được đổi mới và đóng góp vào sự phát triển chủ đạo của moe, ám chỉ cảm xúc chung dành cho các nhân vật hư cấu (điển hình là các nhân vật bishōjo trong manga, anime và trò chơi điện tử) và các yếu tố thiết kế liên quan. Hình thức nhân vật bishōjo được chuyển từ các ấn phẩm dành riêng cho otaku sang các tạp chí manga chính thống và trở nên phổ biến mạnh mẽ trong thập niên với sự nổi lên của các bishōjo game và loạt anime như Sailor Moon và Shin Seiki Evangelion, những anime tiên phong trong lĩnh vực truyền thông và bán hàng dựa trên cảm tình của người hâm mộ đối với nhân vật nữ chính của loạt phim. Các nhân vật moe thường là những nhân vật nữ chưa trưởng thành về mặt thể chất được thể hiện bằng sự dễ thương  xuất hiện nhiều trong các manga và anime đương thời. Đối lập với lolicon, tình dục trong moe được thể hiện gián tiếp hoặc gần như không có; phản ứng moe thường được định nghĩa bằng việc nhấn mạnh vào tình yêu trong sáng. John Oppliger của AnimeNation nhận định Ro-Kyu-Bu!, Kodomo no Jikan và Moetan là những ví dụ của bộ truyện gây khó khăn trong việc phân biệt giữa moe và lolicon bằng cách sử dụng ám chỉ tình dục, nhận xét rằng chúng "châm biếm sự thiêng liêng trong sáng của hiện tượng moé" và "chọc cười người xem và những phân định tùy tiện mà người xem khẳng định". Các tác phẩm lolicon "phong cách moe" lolicon miêu tả sự khêu gợi nhẹ nhàng, chẳng hạn như vô tình nhìn thấy quần lót và bỏ qua các cảnh quan hệ tình dục rõ ràng.

## Tính hợp pháp
Luật khiêu dâm trẻ em ở một số quốc gia bao gồm Hoa Kỳ, Vương quốc Anh, Canada, Úc và New Zealand, đã được mở rộng kể từ thập niên 1990 để bao gồm cả những hình ảnh khiêu dâm về các nhân vật hư cấu là trẻ em, trong khi đó một số quốc gia khác, bao gồm Nhật Bản, loại bỏ hư cấu khỏi các định nghĩa liên quan. Vào năm 1999, Nhật Bản đã thông qua luật quốc gia hình sự hóa việc sản xuất và phân phối nội dung khiêu dâm trẻ em. Dự thảo ban đầu của luật bao gồm các miêu tả về trẻ em hư cấu trong định nghĩa về nội dung khiêu dâm trẻ em; sau "sự chỉ trích của nhiều người tại Nhật Bản", văn bản này đã bị loại bỏ trong phiên bản cuối cùng. Vào năm 2014, Quốc hội Nhật Bản sửa đổi luật năm 1999 để hình sự hóa việc sở hữu nội dung khiêu dâm trẻ em; dự thảo năm 2013 được Đảng Dân chủ Tự do (LDP) đưa ra vẫn duy trì các định nghĩa pháp lý hiện có, bao gồm điều khoản cho một cuộc điều tra của chính phủ về việc liệu manga, anime và hình ảnh do máy tính tạo ra "tương tự như nội dung khiêu dâm trẻ em" có liên quan đến lạm dụng tình dục trẻ em hay không, sau đó sẽ là quyết định về quy định. Quy định này đã bị các tổ chức liên quan đến manga phản đối, trong đó có Hiệp hội họa sĩ truyện tranh Nhật Bản, họ cho rằng quy định này sẽ vi phạm quyền tự do ngôn luận và tác động tiêu cực đến ngành công nghiệp này. Điều khoản này đã được loại bỏ khỏi phiên bản cuối cùng của luật, có hiệu lực từ năm 2015.
Phương tiện truyền thông lolicon thường là mục tiêu được nhắm tới bởi các sắc lệnh địa phương ở Nhật Bản, nhằm hạn chế việc phân phối các tài liệu được cho là "có hại đến sự phát triển lành mạnh của thanh thiếu niên", những sắc lệnh này đã được siết chặt trong suốt thập niên 1990 và 2000. Một sửa đổi được đề xuất vào năm 2010 đối với bộ luật Tokyo về tài liệu bị cấm bán cho trẻ vị thành niên (được miêu tả bởi Phó Thống đốc Inose Naoki là nhắm đến các manga lolicon không mang tính khiêu dâm, ông viết rằng "Chúng tôi đã có quy định cho eromanga, nhưng chưa có cho lolicon") đã hạn chế việc miêu tả "thanh thiếu niên không tồn tại" trông có vẻ dưới 18 tuổi và được miêu tả trong "những tình huống tình dục phản xã hội". Sau khi vấp phải sự phản đối gay gắt từ các tác giả manga, học giả và người hâm mộ, dự luật bị Hội đồng thành phố Tokyo bác bỏ vào tháng 6 năm 2010; song một bản sửa đổi mới đã được thông qua vào tháng 12 năm 2010, áp dụng quy định hạn chế đối với "manga, anime và trò chơi điện tử" mà trong đó bất kỳ nhân vật nào tham gia vào "hành vi tình dục hoặc giả tình dục được coi là bất hợp pháp trong đời thực" được miêu tả theo cách "tôn vinh hoặc phóng đại" những hành vi đó. Vào năm 2011, hàng loạt manga đã bị liệt vào danh sách hạn chế, bao gồm Oku-sama wa Shōgakusei ("Vợ tôi là học sinh tiểu học"); manga sau đó được xuất bản trực tuyến bởi J-Comi để tránh sự hạn chế.
Các miêu tả về các nhân vật bé gái mang tính khiêu dâm cũng bị kiểm duyệt và hạn chế bên ngoài Nhật Bản. Vào năm 2006, nhà xuất bản Bắc Mỹ Seven Seas Entertainment đã cấp phép series manga Kodomo no Jikan phát hành với tựa đề Nymphet nhưng sau đó kế hoạch đã bị bủy bỏ vào năm 2007 do phía nhà xuất bản. Trong một tuyên bố, công ty đã nói rằng bộ manga đó "không thể được coi là phù hợp với thị trường Mỹ theo bất kỳ tiêu chuẩn hợp lý nào". Vào năm 2020, thượng nghị sĩ Australia Stirling Griff đã chỉ trích Hội đồng Phân loại Úc vì xếp hạng cho manga và anime miêu tả "bóc lột trẻ em", đồng thời kêu gọi xem xét lại các quy định phân loại; cuối năm đó, hội đồng đã cấm nhập khẩu và bán ba tập của series light novel No Game No Life vì miêu tả tình dục các nhân vật nhỏ tuổi. Một số nền tảng trực tuyến như Discord, Reddit và Twitter, đã cấm nội dung lolicon.

### Tranh cãi
Giải thích về việc loại bỏ tài liệu lolicon khỏi luật sửa đổi năm 2014 về khiêu dâm trẻ em, một nhà lập pháp LDP nhận định rằng "nội dung khiêu dâm trẻ em trong manga, anime và CG không trực tiếp vi phạm quyền của bé gái hoặc bé trai" và rằng "nó thậm chí còn chưa được chứng minh khoa học rằng nó gây tổn hại gián tiếp". Các tác giả và nhà hoạt động manga cho rằng Hiến pháp Nhật Bản đảm bảo quyền lợi tự do ngôn luận trong nghệ thuật và rằng luật hạn chế tài liệu lolicon là trái với hiến pháp. Theo thống kê, tỷ lệ lạm dụng tình dục ở trẻ vị thành niên ở Nhật Bản đã giảm kể từ những năm 1960 và 1970 khi sự phổ biến của các phương tiện truyền thông lolicon ngày càng gia tăng; nhà nhân học văn hóa Patrick W. Galbraith giải thích rằng đây là bằng chứng cho thấy hình ảnh lolicon không nhất thiết liên quan đến các hành vi phạm tội, trong khi đó Steven Smet đề xuất rằng lolicon là một "lễ trừ tà của những điều tưởng tượng" góp phần làm giảm tỷ lệ tội phạm ở Nhật Bản. Dựa trên nghiên cứu thực địa của mình, Galbraith cho rằng văn hóa otaku cùng nhau thúc đẩy hiểu biết về truyền thông và quan điểm đạo đức trong việc tách biệt giữa hư cấu và hiện thực, đặc biệt khi sự kết hợp giữa hai điều này sẽ trở nên nguy hiểm. Một báo cáo năm 2012 được thực hiện bởi Sexologisk Klinik để trình lên chính phủ Đan Mạch cho thấy không có bằng chứng phim hoạt hình và hình vẽ miêu tả hành vi lạm dụng tình dục trẻ em hư cấu khuyến khích hành vi lạm dụng trong thế giới thực. Sharalyn Orbaugh cho rằng manga miêu tả tình dục trẻ vị thành niên có thể giúp nạn nhân lạm dụng tình dục trẻ em vượt qua chấn thương tâm lý của chính họ và rằng việc điều chỉnh biểu hiện tình dục có tác hại lớn hơn tác hại tiềm ẩn do manga đó gây ra.
Nhà luật học Nakasatomi Hiroshi cho rằng tài liệu lolicon có thể bóp méo ham muốn tình dục của người tiêu thụ nó và kích động các hành vi phạm tội, một quan điểm được chia sẻ bởi tổ chức phi lợi nhuận CASPAR, nhà sáng lập Kondo Mitsue cho rằng "quyền tự do ngôn luận không cho phép miêu tả các bé gái bị cưỡng hiếp tàn bạo, tước đoạt quyền con người cơ bản của các em". Một số nhà phê bình, chẳng hạn như tổ chức phi lợi nhuận Lighthouse, cho rằng các tác phẩm lolicon có thể được sử dụng cho chải chuốt tình dục, điều đó khuyến khích một nền văn hóa chấp nhận việc lạm dụng tình dục trẻ em. Vào năm 2015, Báo cáo viên đặc biệt của Liên Hợp Quốc về buôn bán và bóc lột tình dục trẻ em, Maud de Boer-Buquicchio, kêu gọi thảo luận và nghiên cứu sâu hơn về "manga miêu tả khiêu dâm trẻ em cực đoan" và kết quả là "tầm thường hóa việc lạm dụng tình dục trẻ em" ở Nhật Bản, đồng thời kêu gọi cấm các tài liệu như vậy. Ủy ban Nhân quyền Liên Hợp Quốc đã ban hành hướng dẫn vào năm 2019 nhằm khuyến khích các quốc gia bổ sung các hình vẽ rõ ràng về trẻ em hư cấu vào luật chống khiêu dâm trẻ em, "đặc biệt khi những hình ảnh đó được sử dụng như một phần của quá trình bóc lột tình dục trẻ em". Nhà phê bình nữ quyền Funabashi Kuniko cho rằng chủ đề trong các tài liệu lolicon góp phần gây ra bạo lực tình dục bằng việc miêu tả các cô gái chấp nhận hiện thực và "thể hiện cơ thể phụ nữ là vật sở hữu của đàn ông". Nhà luật học Harata Shin'ichirō cho rằng luật khiêu dâm trẻ em không nên gộp hiện thực và hư cấu lại với nhau nhưng những người hâm mộ cũng không nên ngó lơ sự mâu thuẫn được thể hiện bởi lolicon. Ông mô tả việc để hai thứ tách biệt nhau là "đạo đức của moe", hay "trách nhiệm của otaku".

## Phân tích
Các học giả văn hóa và truyền thông thường coi lolicon khác với việc bị hấp dẫn đối với các bé gái ngoài đời thực. Nhà nhân học văn hóa Patrick W. Galbraith nhận thấy rằng "từ những tác phẩm đầu tiên cho tới nay, các nhà nghiên cứu đề xuất rằng họa sĩ lolicon đang chơi đùa với các biểu tượng và làm việc theo motip, không phản ánh hoặc góp phần gây ra các bệnh lý tình dục hoặc tội phạm". Nhà tâm lý học Saitō Tamaki, người đã tiến hành nghiên cứu lâm sàng với các otaku, nhấn mạng sự khác biệt giữa ham muốn lolicon so với thực tế như một phần của sự phân biệt của "tình dục hư cấu và thực tế" đối với otaku, đồng thời nhận xét rằng "đại đa số otaku không phải là những kẻ ái nhi ngoài đời thật". Nhà nghiên cứu manga Fujimoto Yukari cho rằng ham muốn lolicon "không phải dành cho trẻ em mà là chính hình ảnh đó" và điều này được hiểu bởi những người "được nuôi dưỡng trong nền văn hóa tranh vẽ và kỳ ảo [của Nhật Bản]". Nhà xã hội học Mark McLelland nhận định lolicon và yaoi là những thể loại "phản chủ nghĩa hiện thực có nhận thức" do những người hâm mộ và sáng tạo từ chối "không gian ba chiều" để ủng hộ "không gian hai chiều", đồng thời so sánh lolicon với fujoshi, trong đó những người hâm mộ tiêu thụ các tác phẩm miêu tả về đồng tính luyến ái mà "không có bất kỳ sự tương đồng nào ngoài đời thực". Shigematsu Setsu cho rằng lolicon phản ánh sự thay đổi trong "đầu tư kích dục", từ hiện thực sang "ham muốn nhân vật hai chiều". Nhà lý thuyết học queer Matsuura Yuu chỉ trích việc phân loại tác phẩm lolicon là "khiêu dâm trẻ em" như một biểu hiện của "chủ nghĩa tình dục định hướng con người" nhằm loại bỏ tình dục hư cấu hay nijikon.
Nhiều học giả cũng nhận định lolicon là một hình thức để thể hiện bản thân của những nhà sáng tạo và tiêu dùng nam giới. Nhà xã hội học Sharon Kinsella đề xuất rằng đối với những người hâm mộ lolicon, "đối tượng ham muốn nữ được trẻ em hóa [...] đã trở thành một khía cạnh trong hình ảnh bản thân và tính dục của chính họ". Akagi Akira cho rằng manga lolicon đại diện cho sự thay đổi đáng kể trong việc nhận diện người đọc từ người xâm nhập "anh hùng" thông thường sang gekiga khiêu dâm: "Độc giả lolicon không cần dương vật để đạt khoái cảm mà đúng hơn họ cần sự xuất thần của nhân vật nữ. [...] Họ đồng cảm với với nhân vật nữ bị cuốn vào thú vui khổ dâm." Nhà phê bình manga Itō Gō coi đây là một "ham muốn trừu tượng", trích lời của một họa sĩ lolicon từng nói với ông rằng "anh ấy là cô gái bị cưỡng hiếp trong manga của mình", phản ánh cảm giác "bị cưỡng hiếp bởi xã hội hoặc cả thế giới". Nagayama Kaoru cho rằng độc giả lolicon chấp nhận một góc nhìn linh hoạt, luân phiên giữa người thị dâm toàn tri và các nhân vật khác nhau trong tác phẩm, phản ánh vai trò tích cực của người đọc và phép chiếu lên các nhân vật nữ. Viết trong The Book of Otaku (1989), nhà nữ quyền Ueno Chizuko cho rằng lolicon, giống như một xu hướng hướng tới bishōjo, là "hoàn toàn khác với ái nhi" và miêu tả nó là mong muốn "trở thành một phần của thế giới "dễ thương" trong shōjo" đối với người hâm mộ nam giới của shōjo manga, những người "cảm thấy quá khó khăn khi phải là một người đàn ông".
Nhiều học giả nhận định rằng sự xuất hiện của lolicon gắn liền với những thay đổi trong quan hệ giới tính tại Nhật Bản. Nhà xã hội học Itō Kimio cho rằng sự gia tăng của lolicon manga bắt nguồn từ sự chuyển biến về nhận thức xã hội trong những năm 1970 và 1980 khi các cậu trai trẻ bị thúc đẩy bởi cảm giác rằng các cô gái đang "lấn át họ về mặt ý chí và hành động", một trong số họ đã tìm đến "thế giới tưởng tượng" nơi họ có thể "dễ dàng kiểm soát" các nhân vật nữ là trẻ em. Kinsella diễn giải lolicon là một phần của "ánh nhìn vừa sợ hãi vừa khao khát" được kích thích bởi việc phụ nữ ngày càng nắm nhiều quyền lực ngày trong xã hội, và là khao khát được nhìn thấy shōjo "bị trẻ hóa, lột trần và phụ thuộc". Học giả truyền thông Naitō Chizuko nhìn nhận lolicon là phản ánh của "ham muốn xã hội" lớn hơn về các bé gái như những biểu tượng tình dục tại Nhật Bản (mà bà gọi là "xã hội lolicon hóa"). Nhà nhân học văn hóa Christine Yano cho rằng hình khiêu dâm hóa của shōjo, "dù là thật hay hư cấu" đều phản ánh "ái nhi dị tính" trong đó nhấn mạnh tính tạm thời của tuổi thơ: "chính vì còn là trẻ con nên [shōjo] trở nên quý giá như một hình tượng nhất thời bị đe dọa bởi tuổi trưởng thành sắp tới".

### Công trình được trích dẫn
- Akagi, Akira (1993). "Bishōjo shōkōgun: Rorikon to iu yokubō" [Hội chứng Bishōjo: Ham muốn mang tên Lolicon]. New Feminism Review [Đánh giá về chủ nghĩa nữ quyền mới] (bằng tiếng Nhật). Quyển 3. tr. 230–234.
- Galbraith, Patrick W. (2011). "Lolicon: The Reality of 'Virtual Child Pornography' in Japan" [Lolicon: Thực trạng của "nội dung khiêu dâm trẻ em ảo" tại Nhật Bản]. Image & Narrative [Hình ảnh & Kể chuyện]. Quyển 12 số 1. tr. 83–119. ISSN 1780-678X.
- Galbraith, Patrick W. (2012). "Moe: Exploring Virtual Potential in Post-Millennial Japan" [Moe: Khám phá tiềm năng ảo tại Nhật Bản thời kỳ hậu thiên niên kỷ]. Trong Iles, Timothy; Matanle, Peter C. D. (biên tập). Researching Twenty-First Century Japan: New Directions and Approaches for the Electronic Age [Nghiên cứu về Nhật Bản thế kỷ 21: Hướng đi và cách tiếp mới mới cho thời đại điện tử]. Lanham: Lexington Books. tr. 343–365. ISBN 978-0-7391-7014-4. Bản gốc lưu trữ ngày 10 tháng 1 năm 2021. Truy cập ngày 11 tháng 8 năm 2024.
- Galbraith, Patrick W. (2016). "'The lolicon guy': Some observations on researching unpopular topics in Japan" ["Chàng trai lolicon": Một số quan sát khi nghiên cứu các chủ đề không được ưu chuộng tại Nhật Bản]. Trong McLelland, Mark (biên tập). The End of Cool Japan: Ethical, Legal, and Cultural Challenges to Japanese Popular Culture [Sự kết thúc của một Nhật Bản tuyệt vời: Những thách thức về đạo đức, pháp lý và văn hóa đối với văn hóa đại chúng Nhật Bản]. London và New York: Routledge. tr. 109–133. ISBN 978-1-317-26937-3. Bản gốc lưu trữ ngày 25 tháng 7 năm 2021. Truy cập ngày 11 tháng 8 năm 2024.
- Galbraith, Patrick W. (2017). "RapeLay and the return of the sex wars in Japan" [RapeLay và sự trở lại của cuộc chiến tình dục ở Nhật Bản]. Porn Studies [Nghiên cứu khiêu dâm]. Quyển 4 số 1. tr. 105–126. doi:10.1080/23268743.2016.1252159. Bản gốc lưu trữ ngày 2 tháng 7 năm 2020. Truy cập ngày 11 tháng 8 năm 2024.
- Galbraith, Patrick W. (2019). Otaku and the Struggle for Imagination in Japan [Otaku và cuộc đấu tranh về trí tưởng tượng tại Nhật Bản]. Durham: Nhà xuất bản Đại học Duke. doi:10.2307/j.ctv1220mhm. ISBN 978-1-4780-0509-4. JSTOR j.ctv1220mhm. S2CID 240980856.
- Galbraith, Patrick W. (2021). The Ethics of Affect: Lines and Life in a Tokyo Neighborhood [Ảnh hưởng đạo đức: Đường lối và lối sống ở khu vực lân cận Tokyo]. Stockholm: Nhà xuất bản Đại học Stockholm. doi:10.16993/bbn. ISBN 978-91-7635-159-8.
- Galbraith, Patrick W. (ngày 6 tháng 3 năm 2023). "The ethics of imaginary violence, part 3: early animated pornography in Japan" [Đạo đức của sự bạo lực tưởng tượng, phần 3: phim hoạt hình khiêu dâm thời kỳ đầu tại Nhật Bản]. Porn Studies [Nghiên cứu khiêu dâm] (bằng tiếng Anh). Quyển 10 số 3. tr. 268–282. doi:10.1080/23268743.2023.2173280. ISSN 2326-8743. S2CID 257394192. Bản gốc lưu trữ ngày 8 tháng 3 năm 2023. Truy cập ngày 4 tháng 4 năm 2024.
- Kinsella, Sharon (1998). "Japanese Subculture in the 1990s: Otaku and the Amateur Manga Movement" [Tiểu văn hóa Nhật Bản vào thập niên 1990: Otaku và phong trào manga nghiệp dư] (PDF). Journal of Japanese Studies [Tạp chí về nghiên cứu Nhật Bản]. Quyển 24 số 2. tr. 289–316. doi:10.2307/133236. JSTOR 133236. Lưu trữ (PDF) bản gốc ngày 23 tháng 1 năm 2021. Truy cập ngày 1 tháng 4 năm 2021.
- Kinsella, Sharon (2000). Adult Manga: Culture and Power in Contemporary Japanese Society [Manga người lớn: Văn hóa và quyền lực trong xã hội Nhật Bản đương đại]. Honolulu: Nhà xuất bản Đại học Hawai'i. ISBN 978-0-7007-1004-1.
- McCarthy, Helen; Clements, Jonathan (1998). The Erotic Anime Movie Guide [Hướng dẫn về phim anime khiêu dâm]. London: Titan Books. ISBN 9781852869465. OCLC 472970813.
- Matsuura, Yuu (2022). "Animēshion teki na gohai toshite no tajūkentōshiki: Hitaijinseiai teki na 'Nijigen' heno sekushuarite ni kansuru rironteki kousatsu" [Các định hướng khi phân phối hoạt hình sai cách: Những cân nhắc lý thuyết về hấp dẫn tình dục đối với các đối tượng "Nijigen" (hai chiều)]. Gender Studies [Nghiên cứu giới tính] (bằng tiếng Nhật). Số 25. tr. 139–157. doi:10.24567/0002000551. Bản gốc lưu trữ ngày 1 tháng 7 năm 2024. Truy cập ngày 4 tháng 4 năm 2024.
- McLelland, Mark (2011a). "Thought policing or the protection of youth? Debate in Japan over the 'Nonexistent youth bill'" [Kiểm soát tư tưởng hay bảo vệ thanh thiếu niên? Tranh cãi tại Nhật Bản về Dự luật "Không tồn tại thanh thiếu niên"]. International Journal of Comic Art [Tạp chí quốc tế về nghệ thuật truyện tranh]. Quyển 13 số 1. tr. 348–367. Lưu trữ bản gốc ngày 4 tháng 5 năm 2021. Truy cập ngày 1 tháng 10 năm 2021.
- McLelland, Mark (2011b). "Australia's 'child-abuse material' legislation, internet regulation and the juridification of the imagination" [Luật "tài liệu lạm dụng trẻ em" của Australia, quy định về Internet và tính pháp lý của trí tưởng tượng]. International Journal of Cultural Studies [Tạp chí quốc tế về nghiên cứu văn hóa]. Quyển 15 số 5. tr. 467–483. doi:10.1177/1367877911421082. S2CID 41788106. Lưu trữ bản gốc ngày 23 tháng 9 năm 2021. Truy cập ngày 1 tháng 10 năm 2021.
- Nagayama, Kaoru (2020). Erotic Comics in Japan: An Introduction to Eromanga [Truyện tranh khiêu dâm tại Nhật bản: Giới thiệu về Eromanga]. Galbraith, Patrick W.; Bauwens-Sugimoto, Jessica biên dịch. Amsterdam: Nhà xuất bản Đại học Amsterdam. doi:10.2307/j.ctv1zqdqc3. ISBN 978-94-6372-712-9. JSTOR j.ctv1zqdqc3. Bản gốc lưu trữ ngày 26 tháng 8 năm 2023. Truy cập ngày 4 tháng 4 năm 2024.
- Saitō, Tamaki (2007). "Otaku Sexuality" [Tính dục otaku]. Trong Bolton, Christopher; Csicsery-Ronay Jr., Istvan; Tatsumi, Takayuki (biên tập). Robot Ghosts and Wired Dreams: Japanese Science Fiction from Origins to Anime [Bóng ma robot và liên kết giấc mơ: Khoa học viễn tưởng Nhật Bản từ cội nguồn đến anime]. Bolton, Christopher biên dịch. Minneapolis: Nhà xuất bản Đại học Minnesota. tr. 222–249. ISBN 978-0-8166-4974-7.
- Schodt, Frederik L. (1996). Dreamland Japan: Writings on Modern Manga [Vùng đất mộng mơ Nhật Bản: Những bài viết về manga hiện đại]. Berkeley: Nhà xuất bản Stone Bridge. ISBN 978-1-880656-23-5.
- Shigematsu, Setsu (1999). "Dimensions of Desire: Sex, Fantasy and Fetish in Japanese Comics" [Các chiều không gian của ham muốn: tình dục, kỳ ảo và tôn sùng trong truyện tranh Nhật Bản]. Trong Lent, John A. (biên tập). Themes and Issues in Asian Cartooning: Cute, Cheap, Mad and Sexy [Chủ đề và vấn đề trong phim hoạt hình châu Á: dễ thương, rẻ tiền, điên loạn và gợi cảm]. Bowling Green: Nhà xuất bản Đại học Bang Bowling Green. tr. 127–163. ISBN 978-0-87972-779-6.
- Takatsuki, Yasushi (2010). Rorikon: Nihon no shōjo shikōshatachi to sono sekai [Lolicon: Những người yêu thích shōjo ở Nhật Bản và thế giới của họ] (bằng tiếng Nhật). Tokyo: Basilico. ISBN 978-4-86238-151-4.